# Bistum Jalandhar
Das Bistum Jalandhar (oder Jullundur) (lat.: Dioecesis Iullundurensis) ist eine römisch-katholische Diözese mit Sitz in Jalandhar in Indien.

## Geschichte
Der Beginn des Bistums knüpft sich mit der Errichtung der Apostolischen Präfektur von Jalandhar aus Teilen des Bistums Lahore. Am 6. Dezember 1971 erfolgte die Erhebung zum Bistum Jalandhar.
Am 21. September 2018 wurde Ortsbischof Franco Mulakkal in Kochi nach dreitägiger Vernehmung inhaftiert. Ihm werden die 13-fache Vergewaltigung und sexueller Missbrauch einer Nonne vorgeworfen; er bestreitet die Anschuldigungen. Das Bistum verweigerte Mulakkal, der zwischenzeitlich gegen Kaution wieder auf freien Fuß gesetzt worden war, im November 2018 die Übernahme der Kosten für die Strafverteidigung. Die Nonne Lisy Vadakkayil gab im Februar 2019 an, wegen ihrer Aussagen gegen Mulakkal Opfer von Folter und Freiheitsberaubung im katholischen Kloster Muvattupuzha geworden zu sein.
Das Bistum wird seit September 2018 vom emeritierten Weihbischof in Bombay, Agnelo Rufino Gracias, als Apostolischer Administrator sede plena verwaltet. Die Jurisdiktion Franco Mulakkals ruht seither. Das Strafverfahren gegen Mulakkal wurde im August 2020 eröffnet und im November 2020 höchstgerichtlich für zulässig erklärt. Die Anklagepunkte lauten „Freiheitsberaubung, unnatürlicher Sex, Geschlechtsverkehr mit Abhängigen, Machtmissbrauch zum Geschlechtsverkehr und strafbare Einschüchterung“.

## Ordinarien
- Apostolischer Präfekt
  - Alban Swrarbrick of Blackburn OFMCap (1952–1971)
- Bischöfe von Jalandhar
  - Symphorian Thomas Keeprath OFMCap (1971–2007)
  - Anil Couto (2007–2012, dann Erzbischof von Delhi)
  - Franco Mulakkal (2013–2023)
  - Jose Sebastian Thekkumcherikunnel (seit 2025)